# Mare Chicose
Mare Chicose est un village situé dans le district du Grand Port à Maurice près d'un site d'enfouissement du même nom.

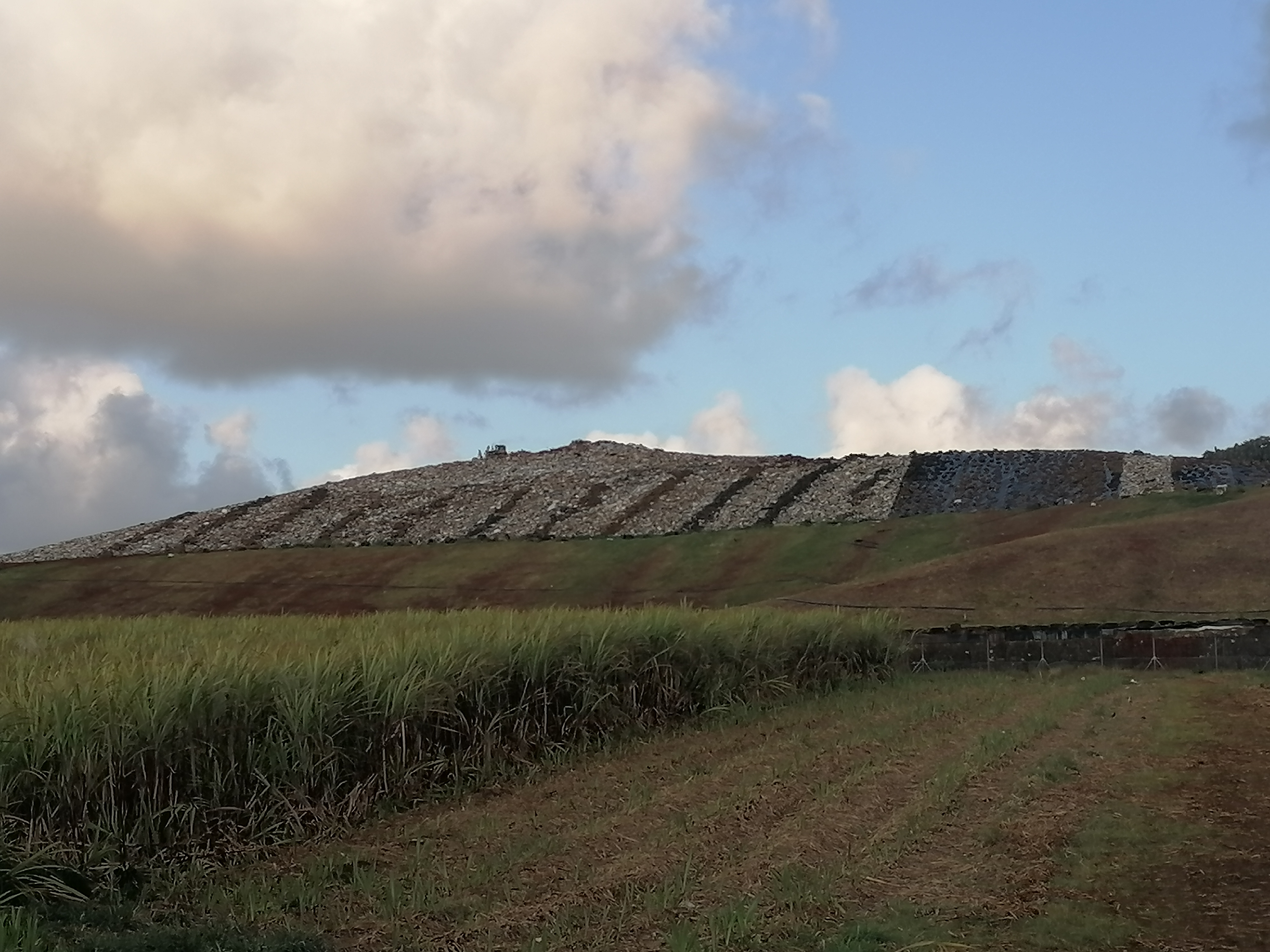
Vue du centre d'enfouissement des déchets à Mare Chicose.
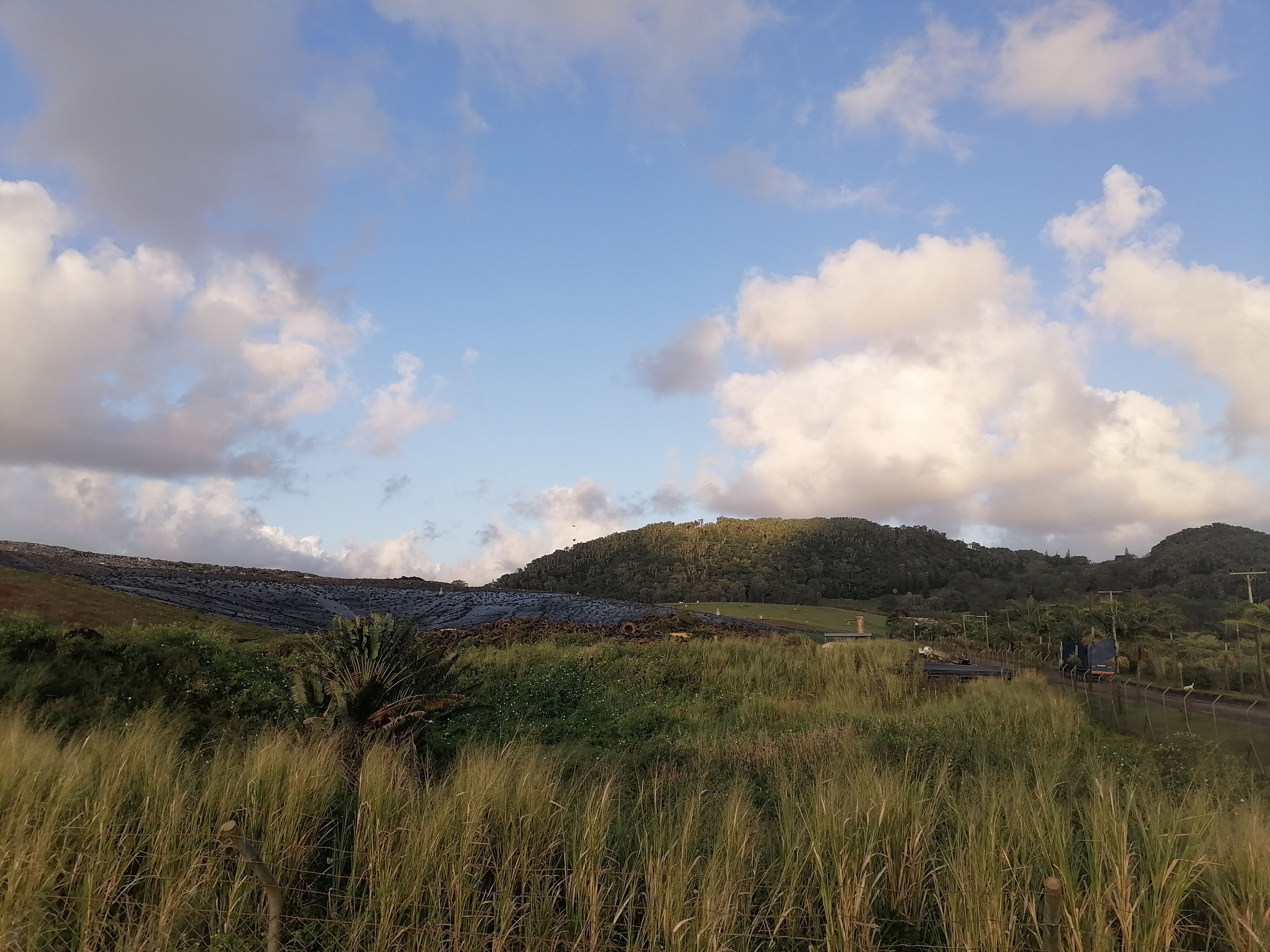
Vue du centre d'enfouissement des déchets à Mare Chicose.

## Historique
Depuis l'ouverture de la décharge à proximité du site où se trouve le village, les habitants ont peu à peu quitté les lieux en raison des odeurs nauséabondes. En une décennie, la localité est quasiment devenue un village fantôme.